# Monique Frize
Monique Frize, rozená Aubry (* 7. ledna 1942 Montréal) je kanadská biomedicínská inženýrka a profesorka. Zabývala se lékařskými přístroji a systémy pro podporu klinického rozhodování. Byla první ženskou absolventkou oboru elektrotechniky na Ottawské univerzitě a stala se celosvětově uznávanou odbornicí v oblasti biomedicínského inženýrství. Za svůj vědecký výzkum, osvětovou činnost a odhodlání zasazovat se o postavení žen ve vědě byla v roce 1993 jmenována důstojnicí Řádu Kanady.

## Mládí a studia
Monique Frize se narodila v Montréalu v Québecu v rodině uznávaných francouzsko-kanadských spisovatelů a již od mládí byla obklopena světem literatury. Jako nejstarší ze sedmi dětí už v pěti letech byla vášnivou čtenářkou, ale její největší láskou vždy byla věda a matematika.
V roce 1966 získala titul bakalář aplikovaných věd (B.A.Sc.) v oboru elektrotechniky na Ottawské univerzitě, byla první ženou, která tento program na univerzitě absolvovala. V letech 1967–1969 byla stipendistkou na Imperial College of Science and Technology v Londýně, kde obdržela magisterský titul (M.Phil.) v oboru biomedicínské inženýrství. V roce 1986 získala titul Master of Business Administration (MBA) na Université de Moncton a v roce 1989 doktorát na Erasmus Universiteit v Rotterdamu.

## Profesní život
Během své více než padesátileté kariéry v bioinženýrství se Monique Frize aktivně zasazovala o prosazování žen v oblasti vědy, techniky, inženýrství a matematiky (STEM). Vyučovala, prováděla výzkum, vyvíjela programy a vedla kampaně na podporu mladých žen, aby se věnovaly kariéře v tomto oboru, a získala za to široké uznání. Ve své knize The Bold and the Brave (Odvážné a statečné) mapuje historii žen ve vědě a technice v průběhu staletí a upozorňuje na překážky, kterým ženy při studiu těchto oborů čelily.

### Zdravotnictví
Osmnáct let pracovala jako klinická inženýrka, začínala v největší nemocnici v Québecu Hopital Notre-Dame v Montréalu (1971–1979). Tato funkce jí poskytla příležitost k průkopnické práci v oblasti bezpečnosti a účinnosti zdravotnického vybavení. Poté se stala ředitelkou regionální služby klinického inženýrství pro sedm nemocnic v Novém Brunšviku. Její oddělení se stalo vzorem pro mnoho dalších po celém světě. Na žádost Organizace spojených národů pomáhala vybudovat podobné služby v Maroku, Bangladéši a na Haiti.

### Akademická sféra
Objevila hlavní příčiny elektrochirurgických popálenin při operacích a v roce 1987 získala patent na novou konstrukci elektrody. V roce 1989 byla jmenována profesorkou elektrotechniky a první předsedkyní Nortel-NSERC Women in Science and Engineering (CWSE) na University of New Brunswick. V roce 1997 byla jmenována profesorkou na katedře systémového a počítačového inženýrství na Carletonské univerzitě a profesorkou na Fakultě informačních technologií a inženýrství Ottawské univerzity. Později se stala zasloužilou profesorkou pro výzkum a emeritní profesorkou.
Spolu s Claire Deschenes a Gail Mattson vytvořila v roce 2002 Mezinárodní sdružení žen inženýrek a vědkyň (International Network of Women Engineers and Scientists, INWES), které zastupuje tisíce žen v různých technických a vědeckých oborech, a v letech 2002–2008 byla jeho předsedkyní.
Během své dvacetileté akademické kariéry získala výzkumné granty v hodnotě přibližně 3 milionů kanadských dolarů, vedla 48 studentů magisterského studia, pět doktorandů, dva postdoktorandy a 35 bakalářských prací. Je autorkou řady odborných publikací a vědeckých příspěvků prezentovaných na mezinárodních konferencích. Publikovala přes 200 článků (155 na recenzovaných konferencích a 36 v časopisech), 11 kapitol v knihách a šest kompletních knih jako samostatná autorka.

### Vědecký výzkum
Jako výzkumná pracovnice a biomedicínská inženýrka se specializovala na vývoj technologie péče o pacienty, zobrazovací techniky, systémy pro podporu klinického rozhodování a umělou inteligenci ve zdravotnictví. Její aplikace zahrnují například předpovídání úmrtnosti a komplikací u předčasně narozených dětí na jednotce intenzivní péče nebo nástroj pro lékaře a rodiče pro posouzení zdravotního stavu a obtížné rozhodování o plánech budoucí péče. Zabývala se také předpovídáním opakovaných úrazů u dětí, předpovídáním předčasných porodů a několika dalšími oblastmi. Její výzkum pomohl vyvinout techniku, která využívá infračervenou kameru k detekci přítomnosti artritidy.

## Osobní život
Na Ottawské univerzitě se seznámila se svým kolegou, za něhož se v roce 1963 provdala. Sedm týdnů po svatbě manžel tragicky zahynul při autonehodě při cestě na konferenci do Toronta.
Se sým druhým manželem Peterem Frizem se seznámila při plavbě do Londýna, kam cestovala na magisterské studium, a v roce 1968 se za něj provdala. Mají spolu syna Patricka Nicholase.
Po odchodu do důchodu se věnuje malování. V roce 2019 vydala své paměti A Woman in Engineering, v nichž vypráví o svém životě ženy, která si v biomedicínském inženýrství, kde tehdy dominovali výhradně muži, razila vlastní ženskou cestu.

## Ocenění a vyznamenání
Monique Frize získala během své kariéry řadu ocenění a vyznamenání. V roce 1992 byla jmenována členkou Kanadské inženýrské akademie a v roce 1993 byla jmenována důstojnicí Řádu Kanady za svou vědeckou a osvětovou činnost a za to, že je „vzorem a inspirací pro ženy, které se snaží o vědeckou kariéru“. Kromě jiného obdržela čestné doktoráty od Ottawské univerzity, York University, Lakehead University a od Mount St-Vincent University a Zlatou medaili od Ontarijské společnosti profesních inženýrů.

## Publikace
Nejvýznamnější publikace Monique Frize:
- The Bold and the Brave: A History of Women in Science and Engineering (2009)
- Ethics for Bioengineers (2011)
- Laura Bassi and Science in 18th Century Europe: The Extraordinary Life and Role of Italy's Pioneering Female Professor (2013)
- Health Care Engineering, Part I: Clinical Engineering and Technology Management (2013)
- Health Care Engineering Part II:: Research and Development in the Health Care Environment (2013)
- A Woman in Engineering: Memoirs of a Trailblazer. An Autobiography by Monique (Aubry) Frize (2019)[9]